# Aphantaulax inornata
Aphantaulax inornata är en spindelart som beskrevs av Tucker 1923. Aphantaulax inornata ingår i släktet Aphantaulax och familjen plattbuksspindlar. Inga underarter finns listade i Catalogue of Life.